# مدرعات ثلاثية الأحزمة
المدرعات الثلاثية الأحزمة (الاسم العلمي: Tolypeutinae) هي فُصيلة من الحيوانات تتبع فصيلة المدرعات المتدثرة وأشباهها من رتبة الحزاميات.

## أجناس
- مدرع عاري الذيل